# Colpodium hedbergii
Colpodium hedbergii är en gräsart som först beskrevs av Aleksandre Melderis, och fick sitt nu gällande namn av Nikolai Nikolaievich Tzvelev. Colpodium hedbergii ingår i släktet Colpodium, och familjen gräs. IUCN kategoriserar arten globalt som sårbar. Inga underarter finns listade i Catalogue of Life.